# Dodona anu
Dodona anu är en fjärilsart som beskrevs av Corbet 1937. Dodona anu ingår i släktet Dodona och familjen Riodinidae. Inga underarter finns listade i Catalogue of Life.